# Ivan Cankar

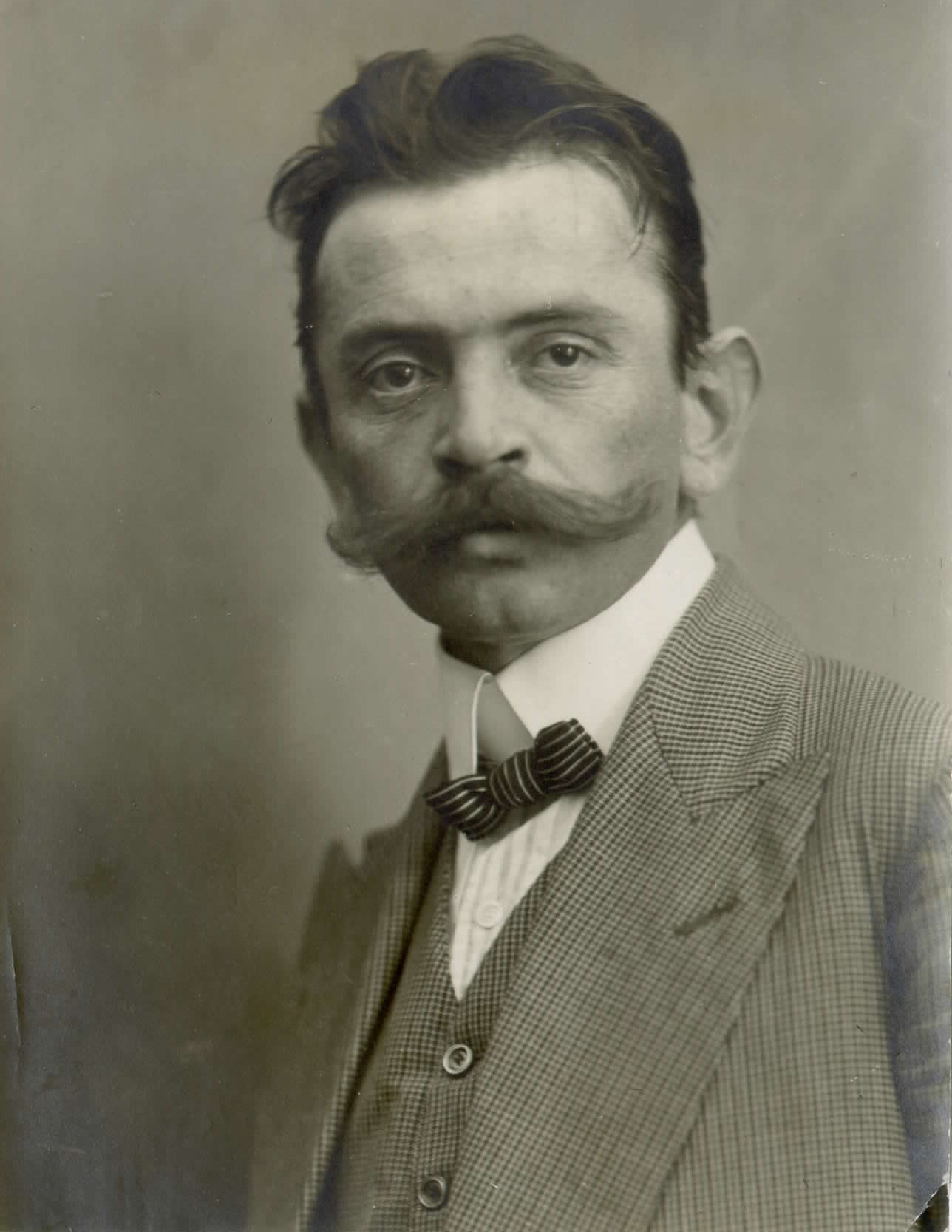
Ivan Cankar

Ivan Cankar, född 1876, död 1918, var en känd slovensk författare, dramatiker och poet. Han föddes i byn Vrhnika (ca 2 mil väster om Ljubljana) den 10 maj 1876. Han hade 11 syskon men fyra syskon dog redan som unga. De levde fattigt då hans far blev ruinerad efter en misslyckad affär och några år senare brann även deras hem ner. Senare övergav också fadern familjen. 
I skolan upptäcktes hans läsbegåvning och han blev skickad till realskolan i Ljubljana för att fortsätta sina studier. Han tillbringade också en tid i Wien där han bl.a. studerade arkitektur.
Cankar var en mångskiftande och produktiv författare med sociala intressen och utgav omkring 40 band berättelser och dramer. Första upplagan av hans diktsamling Erotika lät biskopen i Ljubljana bränna. I Wien blev han också politiskt intresserad och började skriva politiska artiklar. Under tiden i Wien skrev han två dramatiska verk För nationens väl (1901) samt Kungen på Betajnova (1902). Han skrev också en roman om sin familjs historia i Wien som även är hans mest omfattande verk På sluttningen (1903). Vid valet år 1907 kandiderade han på den socialdemokratiska listan men rösterna räckte inte till. Under valrörelsen skrev han sin bästa och mest kända bok Drängen Jernej som har översatts till 17 språk. Den finns översatt till svenska: Drängen Jernej ISBN 91-85722-03-0.
År 1917 flyttade han till Rožnik, en kulle ovanför staden Ljubljana. I oktober år 1918 råkade han ut för en olycka då han ramlade utanför sin bostad och skadade nacken. En månad senare drabbades han också av lunginflammation. Ett par veckor senare den 11 december 1918 avled han bara 42 år gammal.     